# Kim Porter
Kimberly Antwinette Porter (15 de diciembre de 1970 - 15 de noviembre de 2018) fue una modelo, cantante, actriz y empresaria estadounidense. 

## Carrera
Porter era originaria de Columbus, Georgia .  Comenzó a modelar cuando era adolescente  y también fue debutante. En 1988, se graduó de secundaria de la Columbus High School y se trasladó a Atlanta, Georgia, para poder avanzar en su carrera como modelo.  Apareció en películas y series de televisión tales como: The Brothers (2001), Wicked Wicked Games (2006-2007),  The System Within (2006),  Single Ladies (2011),  y Mama, I Want to Sing! (2012).  Porter también apareció en varios vídeos musicales,  y trabajó como recepcionista en Uptown Records, después de ser contratada por el fundador Andre Harrell. 
Porter fue una de los fundadoras de Three Brown Girls, una empresa de estilo de vida en Atlanta, junto con sus amigas  Nicole Cooke-Johnson y Eboni Elektra.   Porter y su compañía ayudaron a iniciar la carrera musical de la cantante Janelle Monáe, después de invitarla a una noche de micrófono abierto y presentarle contactos de la industria. Monáe dijo que estaría "siempre en deuda" con Porter por creer en ella. 

## Vida personal

### Relaciones y familia
Porter tiene un hijo, Quincy Brown (nacido en 1991), con el cantante y compositor Al B. Sure! . Desde 1994 hasta 2007, Porter mantuvo una relación intermitente con el rapero y ejecutivo discográfico Sean Combs. Tienen un hijo, Christian Combs, y dos hijas gemelas, Jessie y D'lila Combs.   En 2023, Combs incluyó una canción tributo a Porter en su álbum The Love Album: Off the Grid, titulada "Kim Porter", con Babyface y John Legend. 
En noviembre de 2024, trascendió que ella, antes de morir, habría compartido con alguien unas memorias digitales, donde figurarían videos explícitos de las fiestas de su expareja Sean Combs, acusado por múltiples cargos de índole sexual, incluso relacionado con menores.

### Muerte
Porter murió el 15 de noviembre de 2018 en Toluca Lake, California, luego de experimentar "síntomas parecidos a los de la gripe durante varios días".   La causa de muerte figuraba como "diferida" en su certificado de defunción y  una autopsia fue completada el 16 de noviembre. El 25 de enero de 2019, la oficina forense del condado de Los Ángeles confirmó que su muerte fue resultado de una neumonía lobar. A su funeral en Columbus, Georgia, asistieron cientos de dolientes, incluido Combs.  Sus restos fueron enterrados en Evergreen Memorial Park en Columbus. 